# Rosette (sporvogne)
En rosette, også kaldet murrosette, vægrosette eller husrosette, er et kunstfærdigt udformet ophæng til køreledninger for sporvogne, trolleybusser og i visse tilfælde jernbaner. Rosetterne, der typisk er af støbejern, sættes fast på husmure og benyttes til ophæng af de bæreledninger, der holder køreledningerne. De bruges hvor der ikke er plads til køreledningsmaster, eller hvor disse ikke ønskes af æstetiske årsager. Derudover er rosetter betydeligt billigere end køreledningsmaster.
Rent praktisk består en rosette af en grundplade med oftest fire huller i hvert hjørne, hvor den skrues fast til en husmur. På pladen er der anbragt en laske, der holder en trækring, hvorpå der er fastgjort en eller flere øje- eller gaffelbolte. Trækringen fastgøres med en bolt på 25-30 mm i diameter, der er ført gennem laskerne og en gummibuffer, der absorberer vibrationer fra køreledningerne, så der ikke overføres rystelser til husmuren.

## Historie
Baggrunden for rosetter er de elektriske sporveje, der kom frem i slutningen af 1800-tallet med Elektrische Straßenbahn Lichterfelde–Kadettenanstalt i Berlin i 1881 som den første. Antallet af elektrisk drevne sporveje voksede hurtigt, men det optiske indtryk af køreledningerne blev dengang ofte anset for at være forstyrrende og uæstetisk. For at kompensere for det blev ophængene udført særligt kunstfærdigt i de elektriske sporvejes første år. Dette gjaldt især i tiden omkring århundredeskiftet, hvorfor de typisk findes på bygninger opført i jugendstil.
Ved formgivningen af ophængene gjorde man brug af elementer fra ornamenter hhv. rosetter i arkitekturen, heraf navnet. Efterhånden blev udformningen af rosetterne dog mere simple, og i tidens løb blev de afløst af simple kroge i stil med dem, der bruges til ophæng af gadebelysning. I modsætning til sidstnævnte er rosetter synligt udført betydeligt mere massivt, da de skal kunne holde til vibrationer i køreledninger forårsaget af fjedertrykket i strømaftagerne.
Rosetter er mere sjældne ved jernbaner, hvor de for meste bruges ved elektriske lokalbaner, der kører gennem gader på en del af deres strækning. Eksempler på det er Strausberger Eisenbahn og Stubaitalbahn foruden de nu nedlagte Schmalspurbahn Klingenthal–Sachsenberg-Georgenthal, Industriebahn Münster–Cannstatt og Lokalbahn Innsbruck–Hall in Tirol.
I nutiden bruges rosetter stadig af en del sporveje. F.eks. lod Stuttgarter Straßenbahnen i 2007 nogle rosetter udforme efter historiske forbilleder og opsatte dem i Alexanderstraße, efter at man havde omstillet sporvejslinie 15 til Stadtbahn-drift. Tilsvarende bruger Göteborgs Spårvägar stadig en del af sine gamle rosetter. I byer hvor sporvejsdriften er indstillet, vil de derimod ofte være det eneste, der minder om sporvognene udover eventuelle tidligere remiser og lignende. I Hamburg hænger der f.eks. stadig ca. 600 rosetter, til trods for at byens sidste sporvogn kørte i 1978. Her som andre steder har nogle af dem dog i mellemtiden fået samme farve som de huse de hænger på, når disse er blevet renoverede. For det meste har de ikke længere nogen praktisk funktion, men flere steder i København bruges de dog til ophængning af juleguirlander.